# Eutrichota major
Eutrichota major är en tvåvingeart som först beskrevs av Malloch 1919.  Eutrichota major ingår i släktet Eutrichota och familjen blomsterflugor. Inga underarter finns listade i Catalogue of Life.